# New South Head Road
Die New South Head Road ist eine Hauptverbindungsstraße in den östlichen Vororten von Sydney im Osten des australischen Bundesstaates New South Wales. Sie verbindet den Cross-City-Tunnel in Rushcutters Bay mit der Old South Head Road In: Vaucluse.

## Verlauf
Die New South Head Road beginnt am westlichen Ende des Cross-City-Tunnels im östlichen Vorort Rushcutters Bay und führt entlang südöstlichen der Buchten des Hafens von Sydney nach Nordosten. Dabei durchzieht sie die Vororte Edgecliffe, Double Bay, Point Piper und Rose Bay. Schließlich endet sie südlich des South Head, wo sic in Vaucluse auf die Old South Head Road (die Verbindung zum Bondi Beach) trifft.

## Geschichte

### Maroo Track
Vor dem Bau dieser Straße stellte die South Head Road (heute: Old South Head Road / Oxford Street) die Hauptverbindung zum südlichen Kap des Hafens von Sydney dar. 1831 begann man mit dem Bau der New South Head Road, der dem Maroo Track der Aborigines folgte. Bis dahin benutzen nur Aborigines und die Besatzung des Ausgucks am South Head diesen Weg.

### Bau der ersten Straße

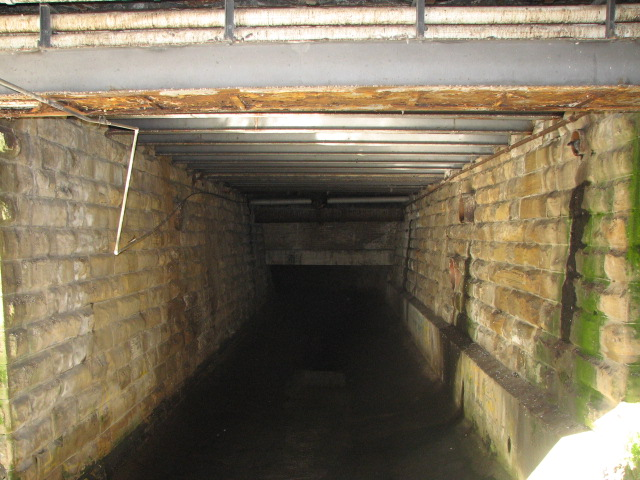
Die Reste der Bentley's Bridge heute

In den ersten Jahren kam man mit dem Bau nur langsam voran und so entstanden nur nach und nach Teile der Straße. Die Arbeit war hart, weil es auf der Route Küstentsumpfland (in Rushcutters Bay, Double Bay und Rose Bay) und steile Klippen (in Vaucluse und Watsons Bay) gab. Im Bushland um den Maroo Track soll es auch außergewöhnlich viele Schlangen gegeben haben. Ab 1834 ging die Arbeit schneller voran und die Straße nahm langsam Gestalt an. An der Überquerung des Rushcutters Creek entstanden über die Jahre unterschiedliche Brücken. Die erste Holzbrücke wurde 1834 gebaut, wurde aber bald durch eine Steinbrücke ersetzt, die 1837–1839 entstand und „Bentley's Bridge“ genannt wurde. Sie wurde von Sträflingen unter der Aufsicht von Leutnant ACD Bentley gebaut. Ende der 1830er-Jahre war die Straße von Rushcutters Bay bis Vaucluse fertig und so ausgebaut, dass sie für Pferdewagen geeignet war. Somit gab es für die Bewohner von Sydney nur endlich eine Straße am Südufer des Hafens entlang.

### South Head Road's Trust
Wegen des schlechten Zustandes der New South Head Road und ihrer südlich gelegenen Vorgängerin, der Old South Head Road, gründete die Regierung im Mai 1848 eine Gesellschaft. Die Gesellschaft sollte sich um den Erhalt der 24 km langen Straße kümmern. Zur Finanzierung der Instandhaltungsarbeiten erhob die Gesellschaft eine Maut. Eine Mautstelle wurde an der New South Head Road eingerichtet und jeder Nutzer musste dort bezahlen. Sehr zum Ärger der Bewohner der neu gegründeten Vororte am South Head, wie Vaucluse, nutzte die Gesellschaft die eingenommenen Gelder aber nicht bestimmungsgemäß und so blieb der Zustand der Straße schlecht, bis die Gesellschaft schließlich 1904 aufgelöst wurde.

### Wachsende Bedeutung
Nachdem die neue Straße fertig war, entstanden an ihr entlang bald etliche Vororte und damit auch ein Bedarf an öffentlichen und privaten Dienstleistungen. Ende des 19. Jahrhunderts wurden eine Reihe von Schulen an der Straße gebaut, so der Sacred Heart Convent (heute Kincoppal, 1882), die Kambala Girls School (1884), die Ascham School (1886), und die Cranbrook School, die 20 Jahre später in Rose Bay gegründet wurde. 1920 entstand dort auch eine römisch-katholische Kirche, St Mary-Magdalene. Auch Amtsgebäude wurden an der Straße gebaut, wie die Polizeistation in Rose Bay (1930) und die Woollahra Council Chambers in Double Bay (1947). Daneben entstanden eine Reihe von Freizeiteinrichtungen, wie Parks, Jachtclubs und der Royal Sydney Golf Club (1896).

### Ausbau
In den 1930er-Jahren war die New South Head Road eine Hauptverkehrsstraße geworden, die reiche Vororte am Rande des Hafens mit dem Stadtzentrum von Sydney verband. Die Straße selbst aber hatte sich seit ihrem Bau nur wenig verändert und seit der Auflösung des South Head Road's Trust 1904 hatten sich die Verhältnisse weiter verschlechtert. So begann man 1932 mit grundlegenden Verbesserungsarbeiten, die auch eine Verbreiterung für die modernen Motorfahrzeuge umfasste. Die Verbreiterung bedingte den Bau von Deichen in Rose Bay und Rushcutters Bay. Der Deich in Rose Bay war schon 1928 größtenteils fertig, aber der Rushcutters Bay wurde erst Ende 1932 vollendet. 1970 wurde die Straße nochmals verbreitert und Anfang der 1980er-Jahre wurde sie vierspurig ausgebaut.

### Straßenbahn
Ende des 19. Jahrhunderts wurde eine Straßenbahnlinie auf der New South Head Road angelegt. Die Watson's Bay Line fuhr ab Wynyard und erreichte die New South Head Road in Rushcutters Bay, wo nördlich der Straße auch das Depot der Linie war. 1894 wurde die Linie bis Edgecliff verlängert und 1909 erfolgte eine weitere Verlängerung bis Watson’s Bay. In Vaucluse, wo die New South Head Road einspurig wurde, verließ die Straßenbahnlinie die Straße wieder. Mit der ersten Verbreiterung der Straße in den 1920er- und Anfang der 1930er-Jahre wurden die Straßenbahngleise in die Straßenmitte verlegt. 1949 wurde die Straßenbahnlinie zwischen Rose Bay und Watson’s Bay aufgelassen, aber 1950, nach öffentlichem Protest, wiedereröffnet. 1960 aber stellte man trotz Protests die gesamte Linie ein.

### Heute
Heute dient die Straße als wichtige Verbindung zur Innenstadt von Sydney für die meist von der Mittel- und Oberklasse bewohnten Vororte der Woollahra City. Es gibt häufig Verkehrsstaus, vor allen Dingen zu den Stoßzeiten. Etliche Buslinien verkehren auf der Straße, so die Linien Nr. 324, 325, 326, 327, L24 und der Touristenbus Linie 222. In Edgecliff gibt es ein größeres Busdepot und eine Bahnstation. Die Watson's Bay Ferry hält an verschiedenen Punkten an der Straße, wie Rose Bay und Double Bay. Die New South Head Road liegt auch auf der Strecke des City2Surf-Volkslaufs und ist berüchtigt für ihren steilen Anstieg von Rose Bay nach Vaucluse (bekannt als „Heartbreak Hill“).